# Sundown (film, 2016)
 (février 2014).
Si vous disposez d'ouvrages ou d'articles de référence ou si vous connaissez des sites web de qualité traitant du thème abordé ici, merci de compléter l'article en donnant les références utiles à sa vérifiabilité et en les liant à la section « Notes et références ».
Pour le film de 2021, voir Sundown (film, 2021).
Pour plus de détails, voir Fiche technique et Distribution.
Sundown est un film américano-mexicain réalisé par Fernando Lebrija, sorti en 2016.

## Fiche technique
- Titre original : I Brake for Gringos
- Réalisation : Fernando Lebrija
- Scénario : Fernando Lebrija, Miguel Tejada-Flores
- Direction artistique : Patricio M. Farrell, Carlos Benassini
- Décors : Aida Rodriguez
- Costumes : Lupita Peckinpah
- Photographie : Gerardo Mateo Madrazo
- Effets spéciaux : Daniel Cordero (supervision)
- Production : Willie Kutner, Fernando Lebrija, Pablo Lebrija, Leonardo Zimbrón
- Société de production : Irreversible Cinema
- Pays d'origine :  États-Unis /  Mexique
- Langue originale : anglais
- Genre : comédie, action
- Durée : 104 minutes
- Dates de sortie :
  -  Mexique : 22 avril 2016
  -  États-Unis : 13 mai 2016

## Distribution
- Camilla Belle : Gaby
- Sara Paxton : Lina Hunter
- Teri Hatcher : Mom
- John Michael Higgins : Dad
- Jordi Mollà : Dorian
- Devon Werkheiser : Logan
- Karla Souza : Ashley Lopez
- Reid Ewing : Eugene
- Héctor Jiménez : Sixto
- Sean Marquette : Blake
- Sofía Sisniega : Steph
- Joe Francis : lui-même